# 千里香杜鹃
千里香杜鹃（学名：Rhododendron thymifolium）为杜鹃花科杜鹃花属下的一个种。

## 扩展阅读
維基物種上的相關：千里香杜鹃